# Łęka Opatowska (gmina)
Łęka Opatowska (do 1954 gmina Opatów) – gmina wiejska w województwie wielkopolskim, w powiecie kępińskim. W latach 1975–1998 gmina położona była w województwie kaliskim.
Siedziba gminy to Łęka Opatowska.
Według danych z 30 czerwca 2004 gminę zamieszkiwały 5143 osoby.

## Struktura powierzchni
Według danych z roku 2002 gmina Łęka Opatowska ma obszar 77,54 km², w tym:
- użytki rolne: 68%
- użytki leśne: 25%

Gmina stanowi 12,75% powierzchni powiatu.

## Demografia

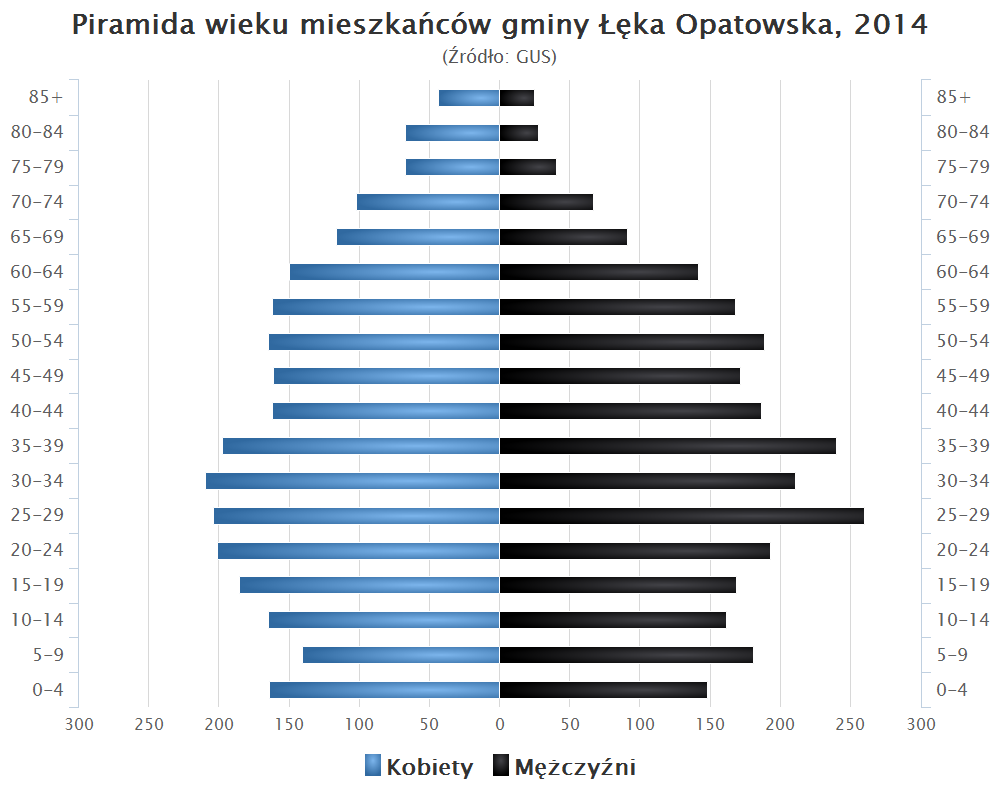
Piramida wieku mieszkańców gminy Łęka Opatowska w 2014 roku

Dane z 30 czerwca 2004:
| Opis                              | Ogółem | Ogółem | Kobiety | Kobiety | Mężczyźni | Mężczyźni |
| --------------------------------- | ------ | ------ | ------- | ------- | --------- | --------- |
| jednostka                         | osób   | %      | osób    | %       | osób      | %         |
| populacja                         | 5143   | 100    | 2551    | 49,6    | 2592      | 50,4      |
| gęstość zaludnienia (mieszk./km²) | 66,3   | 66,3   | 32,9    | 32,9    | 33,4      | 33,4      |

## Sołectwa
Biadaszki, Kuźnica Słupska, Lipie, Łęka Opatowska, Marianka Siemieńska, Opatów, Piaski, Raków, Siemianice, Szalonka, Trzebień, Zmyślona Słupska

## Pozostałe miejscowości
Dobrygość, Granice, Klasak, Lipie (osada), Marianka-Leśniczówka, Morawina, Opatowiec, Stogniew, Ustronie, Wesoła, Wielisławice

## Sąsiednie gminy
Baranów, Bolesławiec, Byczyna, Trzcinica, Wieruszów